# Marçac (Tarn)
Marçac de Tarn (en francès Marssac-sur-Tarn) és un municipi francès situat al departament del Tarn i a la regió d'Occitània.

## Demografia
| 1962                                       | 1968  | 1975  | 1982  | 1990  | 1999  | 2006  |
| ------------------------------------------ | ----- | ----- | ----- | ----- | ----- | ----- |
| 801                                        | 1.048 | 1.414 | 1.704 | 2.194 | 2.392 | 2.769 |
| Des de 1962: població sense dobles comptes |       |       |       |       |       |       |

## Administració
| Període | Identitat       | Partit |
| ------- | --------------- | ------ |
| 2008-   | Anne-Marie Rosé |        |